# Pterynotus phyllopterus
Pterynotus phyllopterus är en snäckart som först beskrevs av Jean-Baptiste Lamarck 1822.  Pterynotus phyllopterus ingår i släktet Pterynotus och familjen purpursnäckor. Inga underarter finns listade i Catalogue of Life.